# Chimacum
Chimacum az Amerikai Egyesült Államok északnyugati részén, Washington állam Jefferson megyéjében elhelyezkedő önkormányzat nélküli település.
A település nevét a chimakum törzsről kapta. A Washingtoni Állami Egyetem segítségével létesített Chimacum Commons területén olcsó lakásokat és mezőgazdasági gyakorlóhelyeket alakítottak ki.

## Nevezetes személy
- Nathan A. Guthrie, az iraki háborúban részt vevő alezredes[3]

## Fordítás
- Ez a szócikk részben vagy egészben  a   Chimacum, Washington című angol Wikipédia-szócikk ezen változatának fordításán alapul.  Az eredeti cikk szerkesztőit annak laptörténete sorolja fel. Ez a jelzés csupán a megfogalmazás eredetét és a szerzői jogokat jelzi, nem szolgál a cikkben szereplő információk forrásmegjelöléseként.